# Chrysodema swierstrae
Chrysodema swierstrae es una especie de escarabajo del género Chrysodema, familia Buprestidae. Fue descrita científicamente por Lansberge en 1883.